# Markus (rybník)
Markus je rybník, který se nachází necelý kilometr severozápadně od Dobrnic v okrese Havlíčkův Brod v Kraji Vysočina. Je napájený potokem Leštinou, který přitéká od vsi Hroznětín. Rozloha rybníka činí 1,4 ha. Bývá též uváděna rozloha 1,0 ha. Celkový objem činí 6 tis. m³. Retenční objem činí 5 tis. m³.

## Příroda
Jihozápadním směrem od rybníka se nachází přírodní rezervace Hroznětínská louka a olšina, spolu s níž je rybník zařazen do soustavy chráněných území Natura 2000 jako Evropsky významná lokalita Hroznětínská louka (CZ0610145).